# Western Circus
Western Circus est la cinquante-cinquième histoire de la série Lucky Luke par Morris (dessin) et René Goscinny (scénario). Elle est publiée pour la première fois en 1969, du no 520 au no 541 du journal Pilote, puis, en album, en 1970, aux éditions Dargaud.

## Synopsis
Alors qu'il est poursuivi par deux Indiens, Lucky Luke rencontre le Western Circus, qui projette de donner une représentation dans la ville toute proche.
Cependant, Zilch, riche organisateur d'un grand rodéo annuel, voit dans l'arrivée du cirque ambulant une concurrence néfaste et s'efforce par tous les moyens de saboter le spectacle.
Après différentes péripéties, le « méchant » Zilch et le « gentil » directeur du cirque s'associent et partent en Europe pour une tournée promise au succès.

## Personnages
- Lucky Luke
- Jolly Jumper : le cheval de Lucky Luke et son habituel compagnon.
- Zilch : le propriétaire du rodéo. Surnommé « DD » ou « Dent de diamant » à cause de sa fausse dent faite de cette matière.
- Jules Framboise : homme d'affaires parisien qui organisera la tournée en Europe.
- Les personnages du cirque :
  - Erasmus Mulligan : le propriétaire du cirque. Buveur et joueur invétéré, il a l'apparence de W. C. Fields, un acteur comique américain. Ce directeur est aussi le dompteur de Nelson, le lion végétarien. Avec sa femme, Vanessa, ils ont une fille, Daphné, dont le mari, Zip, travaille aussi au cirque.
  - Vanessa Mulligan : la femme du propriétaire, trapéziste.
  - Daphné Mulligan : la fille du propriétaire, écuyère et lanceuse de couteaux.
  - Zippy Kilroy (Zip) : le gendre du propriétaire, mari de Daphné, clown. Son maquillage induit les Indiens en erreur, qui croient qu'il s'agit de peintures de guerre.
  - Andy : l'éléphant. Il est très rancunier.
  - Nelson : le lion borgne, âgé, maigre et apathique, sauf quand il a peur. Il ne se nourrit que de légumes. Il est ainsi prénommé en référence à l'amiral Nelson qui avait perdu l'usage d'un œil.
  - Les chevaux : très impressionnés par Jolly Jumper, notamment lorsque celui-ci siffle Lucky Luke pour le faire venir !

## Publication

### Revues
L'histoire paraît dans le journal Pilote, du no 520 (23 octobre 1969) au no 541 (19 mars 1970).

### Album
Éditions Dargaud, no 5, 1970.
Éditions Lucky Comics, no 5, 2000.

## Adaptation
L'album est adapté dans la série animée Lucky Luke, diffusée pour la première fois en 1991.
Un clin d'œil à Western Circus apparait dans le film Lucky Luke (2009) de James Huth. Un des badges que collectionne Lucky Luke, est nommé Western Circus et représente une cage de cirque.
Rattlesnake Joe, un méchant de l'album, apparaît dans le film Lucky Luke (2009) de James Huth.

## Sources
- www.bedetheque.com, « Lucky Luke » (consulté le 11 août 2008)
- www.lucky-luke.com, « Lucky Luke » (consulté le 11 août 2008)
- www.fandeluckyluke.com, « Western Circus » (consulté le 11 août 2008)